# Bassie & Adriaan en de allerleukste liedjes
Bassie & Adriaan en de allerleukste liedjes is een videoband van de serie Bassie en Adriaan uit 1997. Een heruitgave verscheen in 2000. 

## Liedjes
- Hallo vriendjes
- Erik de viking
- Clown wil ik zijn
- Duitse les
- De farries
- Als ik de president bent
- Jimmy
- Wij zijn nietig
- Geronimo
- Had ik nou maar nee gezegd
- Truckers
- Caribisch carnaval
- Dag vriendjes